# فيلمار فالنسيا
فيلمار فالنسيا (بالإسبانية: Wilmar Valencia) هو لاعب كرة قدم بيروفي في مركز الدفاع، ولد في 27 أكتوبر 1961 في محافظة كامانا في بيرو. شارك مع منتخب بيرو لكرة القدم. أما مع النوادي، فقد لعب مع أليانزا ليما وكورونل بولوجنسي.

## وصلات خارجية
- هذه المقالة غير مرتبط بويكي بيانات